# Gazojak
Gazojak (Russisch Газаджак, Gasadschak) ist eine Stadt in der Provinz Lebap im Norden Turkmenistans mit 25.043 Einwohnern.

## Lage
Gazojak liegt im äußersten Norden Turkmenistans, nahe der Grenze zu Usbekistan. Die Stadt befindet sich in 430 Kilometer Entfernung von der turkmenischen Hauptstadt Aşgabat, die im Süden des zentralasiatischen Binnenstaates liegt.

## Straßen
Gazojak ist durch Fernstraßen mit Turkmenabat im Osten und Bayramaly im Süden verbunden.